# Cyrestis
Genre
Cyrestis est un genre de papillons de la famille des Nymphalidae. Ces espèces sont communément appelées Map Butterflies en anglais.

## Répartition
Les espèces du genre Cyrestis sont présentes en Australasie et, pour l'une d'entre elles, en Afrique.

## Liste des espèces
Selon GBIF (12 juin 2023) :
- Cyrestis achates Butler, 1865
- Cyrestis acilia Godart, 1819

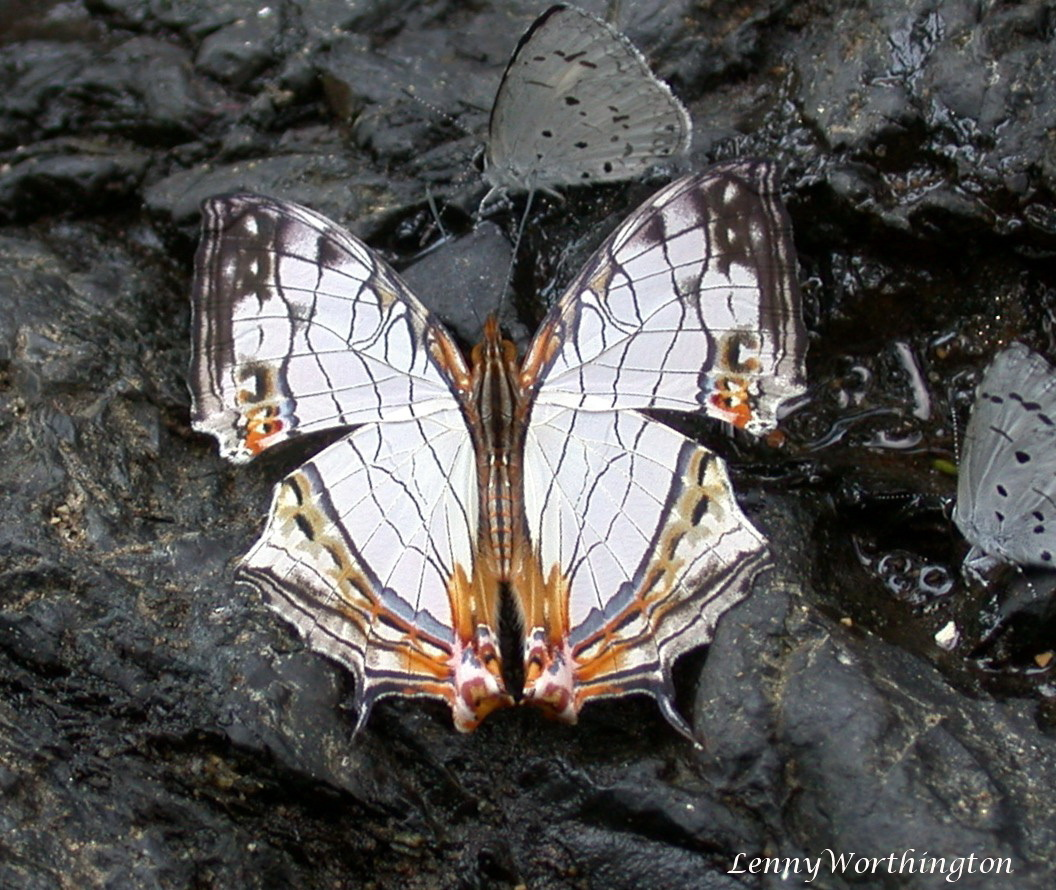
Cyrestis thyodamas, Sanctuaire de faune de Khao Soi Dao, Thaïlande.

- Cyrestis adaemon Godman & Salvin, 1879
- Cyrestis andamanica Wood-Mason & De Nicéville, 1881
- Cyrestis atosia Swinhoe, 1917
- Cyrestis bougainvillei Ribbe, 1898
- Cyrestis cassander Felder, 1863
- Cyrestis cocles Fabricius, 1787
- Cyrestis eximia Oberthür, 1879
- Cyrestis fratercula Salvin & Godman, 1877
- Cyrestis heracles Staudinger, 1896
- Cyrestis lutea Zincken, 1831
- Cyrestis maenalis Erichson, 1834
- Cyrestis nais Wallace, 1869
- Cyrestis nitida Mathew, 1887
- Cyrestis nivea Zincken, 1831
- Cyrestis paulinus Felder, 1860
- Cyrestis periander Fabricius, 1787
- Cyrestis strigata Felder, 1867
- Cyrestis tabula de Nicéville, 1883
- Cyrestis telamon Linnaeus, 1758
- Cyrestis themire Honrath, 1884
- Cyrestis theresae de Nicéville, 1895
- Cyrestis thyodamas Boisduval, 1836
- Cyrestis thyodamas Doyère & Blanchard, 1840
- Cyrestis thyonneus Cramer, 1782
- Cyrestis wernickei Staudinger, 1886

## Systématique
Le nom valide complet (avec auteur) de ce taxon est Cyrestis Boisduval, 1832.
Funet range ce genre dans la sous-famille des Cyrestinae.
Cyrestis a pour synonymes :
- Azania Martin, 1903
- Sykophages Martin, 1903